# Famine en Inde de 1899-1900

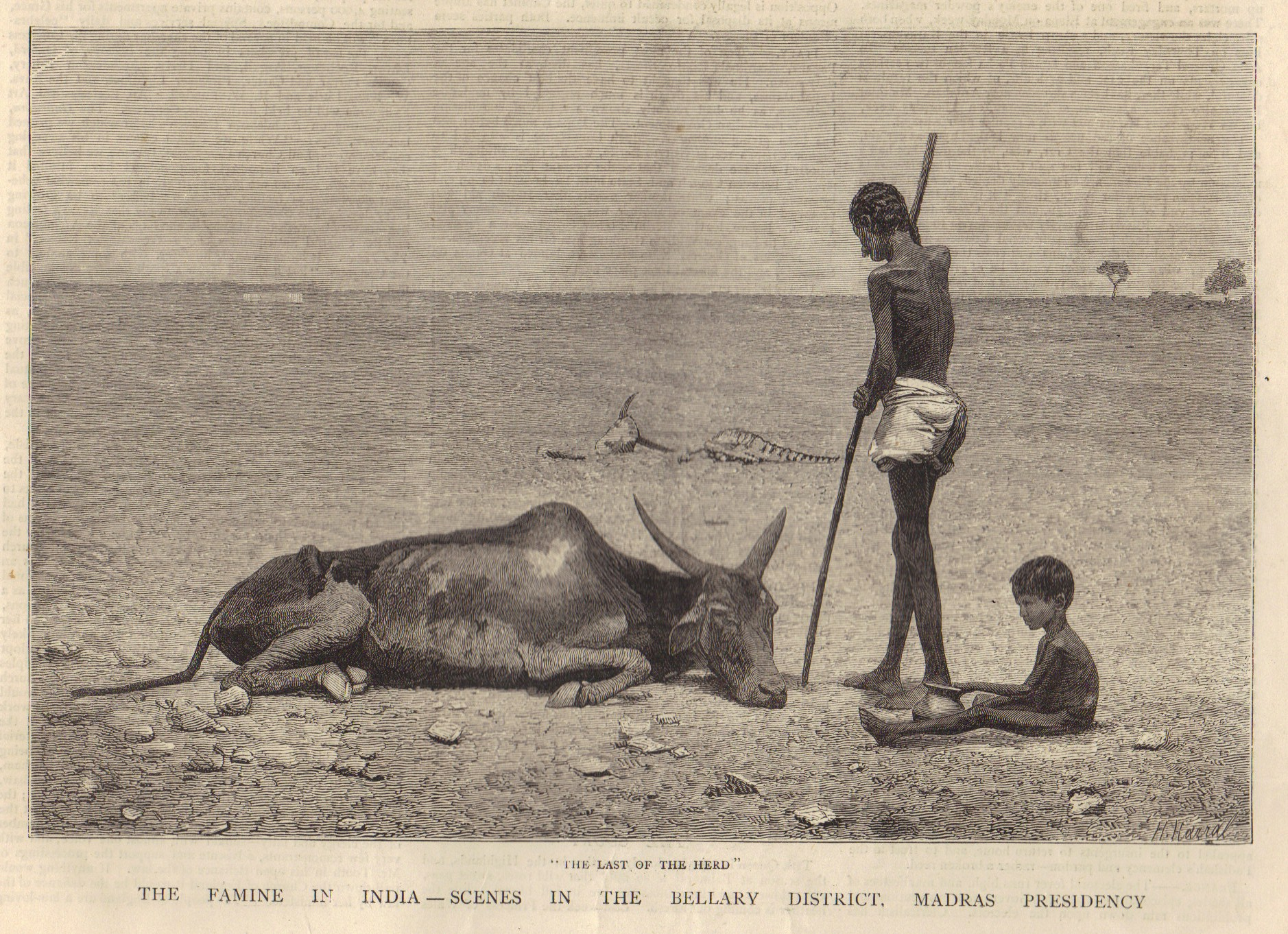
Gravure d'octobre 1877 dans The Graphic.

La famine en Inde de 1899 à 1900 est une famine qui s'est produite entre 1899 et 1900 dans le centre et le nord de l'Inde, sous le gouverneur général George Curzon. Elle commence avec l'échec des moussons d'été, en 1899, sur l'Inde occidentale et centrale et, au cours de l'année suivante, elle touche une superficie de 1 230 000 km2 et une population de 59,5 millions d'habitants. La famine est aiguë dans les provinces centrales et le Berar (en), la présidence de Bombay, la province mineure d'Ajmer-Merwara (en) et le district d'Hisar au Pendjab ; elle provoque également une grande misère dans les États princiers de l'Agence du Rajputana (en), de l'Agence de l'Inde centrale (en), de Hyderabad et de l'Agence de Kathiawar (en). En outre, de petites régions de la présidence du Bengale, de la présidence de Madras et des provinces du Nord-Ouest sont gravement touchées par la famine.
Les estimations de morts liés à la famine varient, mais vont de 1 à 4,5 millions de morts.